# Carlos Colacce
Carlos Colacce (16 de junio de 1960, Montevideo, Uruguay) es un ingeniero civil, político y profesor uruguayo.

## Biografía
Dentro de las actividades desempeñadas se destacan las desarrolladas en el cargo de Director Gerente de la Unidad Ejecutora del Proyecto de Saneamiento Urbano de Montevideo (UESUM) de la Intendencia. Este cargo fue ocupado por el mismo desde 1992 con una carga de 7 horas diarias. Esta unidad ejecutora es una oficina creada por la IMM para la gestión de proyectos en el área de saneamiento con financiamiento del BID. Actualmente, y desde el año 1996, se está ejecutando el tercer proyecto, denominado Programa de Saneamiento de Montevideo y Área Metropolitana - Tercera Etapa (PSU III). El monto de este proyecto es de 200 millones de dólares estadounidenses, con un financiamiento del BID de 140 millones y el resto con aporte de la contrapartida municipal. 
Entre otras destacadas labores del Ing. Colacce se encuentran la formación de grupos ejecutivos de trabajo para resolver problemas urgentes en la órbita municipal, como la rápida restauración del Mercado Modelo luego del incendio de 1995, la preparación de solicitud de financiamiento al BID del Proyecto "Puerta de San Juan", puesta en marcha del proceso licitatorio y gerenciamiento del Diseño Ejecutivo de la restauración del Teatro Solís (posteriormente conformó el equipo de dirección de obra en el área de ingeniería estructural), la estrategia de recuperación de la Rambla Sur en 1993 y el diagnóstico del estado estructural del Mercado Agrícola en 1996. 
Además es docente grado 3 en la Universidad de la República. Realiza tareas de investigación, asesoramiento y consultoría para empresas y dicta el curso de Introducción a la Mampostería Estructural para estudiantes de 5 y 6 año de la carrera de Ingeniería Civil y para egresados en curso de actualización.
Fue Ministro de Vivienda, Ordenamiento Territorial y Medio Ambiente, designado por el presidente Tabaré Vázquez, entre marzo del 2008 y 2010. En marzo del 2005 ejerció la presidencia del Directorio de Obras Sanitarias del Estado, hasta su designación ministerial. Cargo al cual fuera nuevamente designado, en mayo de 2010, presidiendo el Directorio del Organismo.
El Presidente Mujica le solicitó, el 22 de febrero de 2011, su renuncia al cargo debido a las diferencias de gestión que mantenía con la vicepresidenta, quién corrió la misma suerte. Ambos se mantendrán en sus cargos hasta que se nombren nuevas autoridades.